# Église Saint-Georges de Quarré-les-Tombes
L'église de Quarré-les-Tombes est une église située au milieu de la grande place du village à Quarré-les-Tombes dans le département français de l'Yonne, en France.

## Historique et descriptif
Autrefois, il fallait traverser le cimetière pour accéder à l'église, mais en 1871 le maire, Blaise Guyard, débarrasse les tombes de ce cimetière afin d'agrandir la place publique où se tiendront les foires et marchés. Le curé porta l'affaire devant l'autorité supérieure et fut entendu. Les travaux s'arrêtèrent. Mais reprirent par la suite.
La partie la plus ancienne de l'église est le chœur qui remonte au XVIe siècle reconstruction faite par les moines de l'abbaye de Moutiers-Saint-Jean et remplace une simple chapelle en bois sous le vocable de saint Georges qui selon la légende aurait sauvé Quarré-les-Tombes des Sarrazins. À une époque peu propice à l'architecture religieuse, le curé Blaise Bégon fit bâtir en 1782 la nef, le transept, le dôme et le clocher, lequel sera exhaussé de quatre mètres en 1832, remplaçant une flèche qui se trouvait dit-on entre le chœur et la nef qui fut plafonnée à la même époque, et qui a coûté la somme de trois mille francs prélevés sur la vente des bois d'un hameau. On accède au clocher par la tourelle sud. Plusieurs restaurations eurent lieu au fil des ans, les plus considérables en 1846 avec le percement de grandes fenêtres cintrées à grandes vitres carrées. Deux chapelles de style gothique furent ouvertes en 1848 dans le chœur par le curé Vaast Henry, nommé curé-doyen en 1823, sans aide de la commune. Le côté nord coûta 3 500 francs et le côté sud achevé en 1849 pour 2 500 francs. La tourelle nord, date de 1850, fut entièrement restaurée en 2011, elle est occupée à sa base par les fonts baptismaux dont la cuve est en pierre.
Plusieurs paroissiens, dont la sépulture fut enfermée dans les nouvelles construction, donnèrent des sommes importantes pour ces dépenses : Robert de Chevannes et son épouse Élisabeth de Morot (1 500 francs), Nicolas Guyard (1 000 francs), le comte de Chastellux (300 francs), le curé pour la sépulture de ses parents (800 francs), le solde étant porté au compte de la fabrique.
Le portail date de 1851. La grande porte est surmontée d'une fenêtre semi-circulaire qui sert de tympan, le cintre porte de chaque côté sur des jambages renforcés de deux colonnettes monolithiques. Au-dessus de la grande porte et sur toute la largeur de la façade court un cordon à corbeaux qui sépare le bas de ce qui peut être considéré comme le premier étage. Ici la porte est remplacée par une fenêtre cintrée, flanquée de chaque côté de niche où se trouvent les statues de deux évangélistes, saint Marc et saint Luc. Les deux autres évangélistes saint Mathieu (côté nord), et saint Jean (côte de la place) sont debout sur les pilastres du portail à la naissance d'un pignon triangulaire par lequel se termine le monument.
L'intérieur du triangle formé par des pierres tendres de Coutarnoux est sculpté en relief et représente la Sainte-Trinité, le Père Éternel à gauche, le Fils tenant sa croix, le Saint-Esprit au milieu, et aux angles inférieurs deux anges en adoration. Au premier étage, le portail contient une tribune transmettant le jour dans la nef. 
L'édifice est inscrit au titre des monuments historiques en 1931.
Cette église à la particularité d'être entourée de 112 sarcophages mérovingiens 46 cuves et 66 couvercles, dont deux sarcophages et un couvercle sont conservés à l'intérieur de l'édifice à la demande des monuments historiques. La provenance de ces objets reste obscure ; la pierre provient d'une carrière située à plus de 25 km de Quarré, soit Mailly-le-Château ou Saint-Moré selon les archéologues Stéphane Büttner et Fabrice Henrion qui étudièrent le site en 2009.

## Mobilier
- Le grand autel en bois fut transposé dans la chapelle dite de Sainte-Anne et remplacé par un autel en marbre gris de belles dimensions. Il fut disposé dans un premier temps sous le dôme au milieu de l'église et fut déplacé en 1859 entre les piliers du dôme. Cet autel comporte des pilastres en marbre blanc, des consoles sculptées et dorées aux quatre angles, un médaillon au milieu de la face antérieure, que surmonte un tabernacle en marbre rouge. Son coût fut de deux mille francs.
- Derrière l'autel, un retable du XVIIe siècle en bois peint d'angelots, de fleurs et d'un pélican symbolique donnant son sang à ses petits pour les nourrir.
- Au milieu du retable, un tableau du XVIe siècle figurant l'exposition du Saint-Sacrement sur une estrade en haut de neuf marches, sur la droite le peuple des israélites ramasse la manne et au-dessus d'eux Moïse, de l'autre côté Melchisedech fait l'offrande du pain et du vin au Créateur tandis que le donateur de cette œuvre, Olivier de Chastellux est représenté un genou au sol dans une attitude de prière. Ce tableau était destiné à l'évêque d'Autun avec lequel il se brouilla et offrit celui-ci à l'église de Quarré et en fit faire une copie pour le donner à l'évêque une fois la mésentente oubliée. On ignore si l'œuvre présente est l'original ou la copie. L'autre tableau est conservé dans les salons de l'évêché[3].
- Statue en pierre polychrome du XVIe siècle représentant saint Georges terrassant le Dragon, à gauche du retable, sur un socle. De l'autre côté :
  - une statue de la Vierge ;
  - une statue de sainte Catherine, dans la chapelle de la Vierge.
- Monument en marbre élevé à la mémoire du curé Blaise Bégon dans le collatéral droit.
- Peintures du dôme réalisées par un peintre italien en 1841, pour une somme de huit cents francs payée par le curé.
- Plusieurs tableaux d'origine espagnole sont exposés dans les bras du transept. Ils furent achetés des héritiers d'un maréchal d'empire qui les avait volés pendant la guerre.
- Chaire en bois datant du temps de Louis XIV : elle était à l'origine dans une église de Saint-Jean-d'Angély et on prétend que Fénelon y aurait prêché et que le père Jean-Baptiste Muard (1809-1854), fondateur de l'abbaye de la Pierre-qui-Vire y fit une de ses dernières prédications.
- Autel en marbre d'ordre corinthien placé dans la chapelle gothique en 1864. Dédié à la Vierge, il fut réalisé par un artiste de Dijon. Au milieu de retable, une Vierge en marbre blanc haute de 155 cm, un groupe d'anges en marbre blanc tenant un diadème au-dessus de la tête de la Vierge. Le devant de l'autel est en marbre vert et présente un bas-relief de l'Immaculée-Conception. Cet autel a coûté 2 000 francs et la statue de la Vierge, 1 000 francs.

## Sépultures
- Tombeau d'Olivier de Chastellux (vers 1542-15 janvier 1610) avec son buste ornant le monument[4].

## Liste des curés
- Blaise Bégon : 1761 à 1790.
- F. Welter : 1791-1802
- C. Pallais : 1802-1806
- C. Hollier : 1806-1819
- C. Nicolle : 1820-1823
- Vaast Barthélemy Henry : 1823-1883.
- C. Guignot : 1883-1896
- J. Labbe : 1896-1899
- E. Briffoux : 1899-1907
- A. Guillemot : 1907-1910
- T. Galette : 1910-1951
- G. Joudelat : 1951-1978
- P. Gallet : 1978-1992
- F. Peltier : 1992-1995
- T. Debacker : 1993-1996
- Jean Briffaut : 1996-2004[5]
- Père Ivan Roulier: septembre 2004 à août 2005
- Père François Tricard: septembre 2005 à septembre 2008
- Père Arnaud Montoux: septembre 2008 à septembre 2011
- Père Jean Tribut: septembre 2011 à septembre 2014
- Père Jean-Paul Descolas: septembre 2014